# 4大会計事務所
4大会計事務所（よんだいかいけいじむしょ、Big 4 accounting firms）または4大監査事務所（よんだいかんさじむしょ、Big 4 audit firms）とは、世界的に展開する以下の4つの大規模な会計事務所ないしそのグループをいう。文脈によっては単にビッグ4 (Big 4) という。
- デロイト トウシュ トーマツ (Deloitte Touche Tohmatsu) - 略称:DTT, Deloitte.　本部:ニューヨーク、ロンドン
- アーンスト&ヤング (Ernst & Young) - 略称:EY　本部:ロンドン
- KPMG (KPMG) - 本部:アムステルダム
- プライスウォーターハウスクーパース (PricewaterhouseCoopers) - 略称:PwC　本部:ロンドン

これらの会計事務所は、世界の主要な証券取引所に上場する巨大企業と呼ばれる大規模な企業、または非上場ではあるが取り扱うサービス内容のマーケットシェアや独自性が高く、比較的規模が大きいといった企業の、ほぼ全てを顧客とし、会計・監査・税務・コンサルティングといったプロフェッショナルサービスを提供している。

## 世界各地における展開
世界各国の主要会計事務所と提携して国際的活動の拠点としている。通常、世界各地では国内向けサービスを国際ファーム名と同一、またはリンクした名称（国際名称+現地ファーム名）を用いて提供し、グローバルサービスを国際ファーム名で提供するのが一般的である。日本においては、長らく海外ファームの名称と監査法人の名称がリンクしていなかったが、近年ではPwC Japan・EY新日本・RSM清和監査法人のように、海外ファームの名称を冠するよう改称する例が相次いでいる。日本国外においても、トルコやイスラエル、フィリピンなどでは現地ファームの名称が一般的である。
1970年代には、八大会計事務所（Big 8）が存在していたが、訴訟事件等が多く財務的にも規模の拡大が求められるようになったことから大手同士の合併が行われ、Big 5となった。唯一合併せずに規模を拡大していたBig 5の一角アーサーアンダーセンはエンロンの会計不正事件に関与したとされたために解散を余儀なくされ、現在は四大会計事務所（Big 4）となっている。1990年代にKPMGとアーンスト&ヤングとの間に合併の機運が盛り上がったが、欧州当局が市場寡占を理由に合併を承諾しないとしたため、Big 4は同時にLast 4と言われ、これ以上の合併は起こりえないと考えるのが一般的である。
いずれも長い歴史と伝統を誇り、長年培われた独自のノウハウや所属する公認会計士等全般に渡り、他の中小会計事務所の追随を許さぬ高い質を持つとされ、世界の巨大企業や投資家から一定の信用を獲得してきた。

### かつての八大会計事務所
1989年までの八大会計事務所（Big 8）は以下の通りであり、いずれも19世紀から20世紀初頭にかけてイギリスやアメリカで成立した会計士事務所をもとにしていた。
1. アーサー・アンダーセン　（Arthur Andersen）
2. アーサー・ヤング　（Arthur Young & Co.）
3. クーパース&ライブランド　（Coopers & Lybrand）
4. アーンスト&ウィニー　（Ernst & Whinney）…1979年にアメリカのアーンスト&アーンストとイギリスのウィニー・マレーが合併して成立
5. デロイト・ハスキン&セルズ　（Deloitte Haskins & Sells）…1978年にアメリカのハスキン&セルズとイギリスのデロイト・プレンダー・グリフィスが合併して成立
6. ピート・マーウィック・ミッチェル（Peat Marwick Mitchell）…後のピート・マーウィック（Peat Marwick）
7. プライス・ウォーターハウス　（Price Waterhouse）
8. トウシュ・ロス　（Touche Ross）

1987年にはこのうちのピート・マーウィックが欧州のKMGと合併し、KPMGと名称を改めている。これは大手ファーム同士の合併の引き金となった。
1989年6月にアーンスト&ウィニーとアーサー・ヤングが合併しアーンスト&ヤングが成立し、8月にはデロイト・ハスキン&セルズとトウシュ・ロスが合併しデロイト&トウシュが成立、ビッグ8はビッグ6に集約された。さらに1998年7月にはクーパース&ライブランドとプライス・ウォーターハウスが合併してプライスウォーターハウスクーパースとなり、ビッグ6はビッグ5となった。2002年のアーサー・アンダーセン消滅でビッグ4体制となっている。
4大会計事務所の寡占状態になっていることを問題視する意見もあり、イギリスでは2018年の建設会社カリリオンの経営破綻をきっかけに競争・市場庁が4大会計事務所の寡占状態を見直すよう求めている。

### 日本における展開

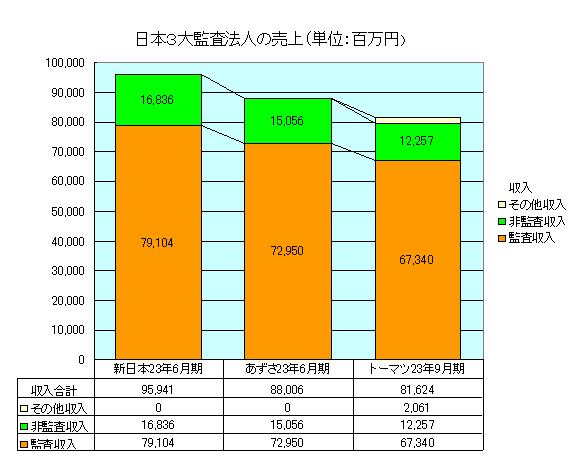
2011年日本の３大監査法人の売上高

日本では1968年の山陽特殊鋼事件を契機に監査法人制度が法制化され、数多の中小監査法人が合併を繰り返してきた独自の業界背景を持っている。以前は監査法人と企業とが密接な関係にあり、監査法人自体でなく監査担当の会計士との信頼関係に基づいた監査契約が締結されていた。このような背景もあり、世界四大会計事務所は直接日本法人を設立することはせず、既存の日本の監査法人と業務提携を行うことを基本戦略としていた。
その一方で、以下の監査法人は外資系監査法人として活動していた。ここでいう外資系監査法人とは、国際会計事務所が主導して日本国内に設立した監査事務所のことを指す。外資系企業のように、社員の持分を外国人・外国法人が支配しているという意味ではない。
青山監査法人（プライス・ウォーターハウス、現PwC）
2000年に中央監査法人と合併し中央青山監査法人に。カネボウ事件の後、2006年にPwCが旧青山監査法人出身の社員・職員を中心に独立させあらた監査法人を設立。中央青山監査法人はみすず監査法人に改称し再出発を図るが、結局2007年に解散した。
港監査法人（ピート・マーウィック 現KPMG）
1990年にセンチュリー監査法人に合流。大田昭和監査法人との合併を経て、EY新日本監査法人に。KPMG部門は後にあずさ監査法人へ移行。
英和監査法人（アーサーアンダーセン　2002年消滅）
1991年に井上斎藤監査法人と合併（井上斎藤英和監査法人）ののち、1993年に監査法人朝日新和会計社と合併（朝日監査法人）。アーサーアンダーセンの消滅で海外提携先を失ったため、新日本監査法人のKPMG部門を分離したあずさ監査法人と合併。
監査法人三田会計社（デロイト・ハスキンズ&セルズ　現DTT）、1985年設立
1990年にデロイト・ハスキンズ&セルズとトウシュ・ロス・インターナショナルが合併したことに伴い、後者の提携先だったサンワ・等松青木監査法人と合併（監査法人トーマツ）。

## 業務収入ランキング
2022年時点におけるグローバルネットワークの業務収入（単位：百万米ドル）は以下の通り。
| 順位 | ネットワーク名                                                             | 2021年度業務収入 | 2020年度業務収入 | 日本における保証業務提携ファーム                                       |
| ---- | -------------------------------------------------------------------------- | ---------------- | ---------------- | ---------------------------------------------------------------------- |
| 1    | デロイト トウシュ トーマツ Deloitte Touche Tohmatsu                        | 59,300           | 50,200           | 有限責任監査法人トーマツ                                               |
| 2    | プライスウォーターハウスクーパース PricewaterhouseCoopers                  | 50,249           | 45,142           | PwC Japan有限責任監査法人                                              |
| 3    | アーンスト・アンド・ヤング Ernst & Young                                   | 45,420           | 39,959           | EY新日本有限責任監査法人                                               |
| 4    | KPMG                                                                       | 34,640           | 32,130           | 有限責任あずさ監査法人                                                 |
| 5    | BDOインターナショナル BDO International                                    | 12,800           | 11,782           | 三優監査法人                                                           |
| 6    | RSMインターナショナル RSM International                                    | 7,260            | 6,300            | RSM清和監査法人                                                        |
| 7    | グラントソントン・インターナショナル Grant Thornton International          | 7,200            | 6,600            | 太陽有限責任監査法人                                                   |
| 8    | クロウ・グローバル Crowe Global                                            | 4,561            | 4,172            | 東陽監査法人                                                           |
| 9    | ベーカーティリーインターナショナル Baker Tilly International               | 4,357            | 4,044            | 清陽監査法人・監査法人日本橋事務所・如水監査法人・監査法人グラヴィタス |
| 10   | HLBインターナショナル HLB International                                    | 4,081            | 3,277            | HLB Meisei有限責任監査法人・協立神明監査法人                           |
| 11   | モーア・グローバル Moore Global                                            | 3,564            | 3,137            | Mooreみらい監査法人                                                    |
| 12   | ネクシアインターナショナル Nexia International                             | 2,930            | 5,079            | 仰星監査法人                                                           |
| 13   | クレストン・グローバル Kreston Global                                      | 2,610            | 2,408            | アーク有限責任監査法人・八重洲監査法人                                 |
| 14   | マザー Mazars                                                              | 2,515            | 2,262            | Mazars有限責任監査法人                                                 |
| 15   | CLAグローバル CLA Global                                                   | 2,224            | ネクシアより分離 |                                                                        |
| 16   | Etlグローバル Etl Global                                                   | 2,059            | 1,820            |                                                                        |
| 17   | PKFインターナショナル PKF International                                    | 1,618            | 1,454            | ひびき監査法人                                                         |
| 18   | エコヴィスインターナショナル Ecovis International                          | 1,465            | 1,301            |                                                                        |
| 19   | MGIワールドワイド MGI Worldwide                                            | 850              | 849              | 清友監査法人                                                           |
| 20   | ラッセル・ベッドフォード・インターナショナル Russell Bedford International | 752              | 678              | 監査法人ハイビスカス                                                   |